# Sludge metal
Sous-genres
Southern sludge, stoner sludge
Le sludge metal, ou simplement sludge, est un sous-genre de heavy metal essentiellement apparu autour de La Nouvelle-Orléans, aux États-Unis, au milieu des années 1980. Le genre mêle des éléments de doom metal et punk hardcore, et parfois de grunge et de noise rock. Les groupes de sludge metal se lancent initialement dans une musique lente et pessimiste, généralement caractérisée par des rythmes lourds et une atmosphère sombre, une instrumentation simplifiée, et des paroles souvent chargées de messages nihilistes. Le terme « sludge » est utilisé pour désigner le son de guitare dit « boueux » dû notamment aux fortes distorsions et fuzz associés au son volontairement sale dans la pure tradition du punk hardcore et du metal extrême.
Le sludge metal est aux frontières du doom metal et du punk rock. Si les premiers groupes de sludge se rapprochent en apparence du stoner rock, ils s'en diffèrent par un style aux textes beaucoup plus pessimistes, centrés sur le nihilisme, la haine et la misère. Ces thèmes lyriques sont spécifiques au « sludgecore », et diffèrent généralement de ceux utilisés dans les autres genres de doom metal.

## Caractéristiques

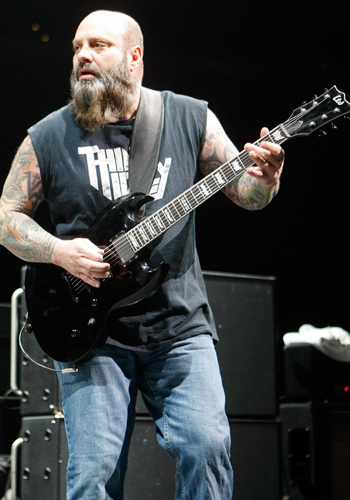
Kirk Windstein, guitariste du groupe Crowbar.

Comme beaucoup de sous-genres du heavy metal, le sludge metal est principalement basée sur la voix, la guitare électrique, la basse électrique et la batterie. L'usage des claviers est également de mise dans certaines formations. De manière générale, le tempo du sludge metal, ou « sludgecore », est de type lento, constituant la base du genre, même si le mid-tempo (moderato) et l'allegro est aussi employé, avec occasionnellement des passages rapides (comme c'est le cas par exemple des morceaux Depress et My Name Is God de Eyehategod). Le registre instrumental est généralement assez grave, joué souvent en mode mineur, et les guitares électriques et guitares basses recherchent des sons puissants et déformés avec l'utilisation répandue d'effets comme le fuzz, la wah-wah et l'effet Larsen afin de produire des atmosphères lourdes et plombées, le mot sludge signifiant « boueux » ou « cambrousse » en anglais. Les caractéristiques vocales sont des techniques de chant hurlé issues du punk hardcore,,,. Les paroles, généralement pessimistes, sur la nature, la souffrance, les drogues,,, la politique et la colère envers la société, sont les thèmes redondants du genre.
De nombreux groupes de sludge metal du Sud des États-Unis intègrent des influences rock sudiste et blues,,,, bien que tous les groupes de sludge ne partagent pas ce style. Des désaccords existent quant au terme, à savoir s'il désigne seulement le style émergeant de La Nouvelle-Orléans ou à « une conscience complète héritée de Black Flag et de Black Sabbath, qui a influencé la scène et les individus à travers le monde. » Les groupes de « sludge atmosphérique » adoptent une approche plus expérimentale et composent une musique accompagnée d'une ambiance atmosphérique, une agressivité réduite, et de paroles philosophiques. En raison des similitudes entre le sludge et le stoner, il existe une fusion entre les deux genres, mais le sludge metal évite généralement l'usage psychédélique du stoner metal. Au niveau musical et lyrique, le sludge metal ressemble également, dans une certaine mesure, au crust punk en raison de l'utilisation de paroles politiques et de sons de guitares « sales ». Le New York Times explique que « le terme qui décrit le genre de rock descendant de Black Sabbath et de Black Flag est le sludge, car c'est particulièrement lent et dense. » Mike Williams, un des fondateurs du style et membre de Eyehategod, suggère que « le surnom sludge doit apparemment à voir avec la lenteur, la saleté, la crasse et la décadence que les chansons véhiculent. »

## Histoire

### Précurseurs
Avec Black Flag et Black Sabbath, les musiciens cités par les pionniers du style comme influences sur le genre comprennent Mississippi John Hurt, Lynyrd Skynyrd, Greg Ginn, Trouble, Carnivore, Saint Vitus, Gore, Righteous Pigs, Amebix et Swans. Les premiers groupes ont également emprunté à la musique industrielle des SPK, Throbbing Gristle, Chrome et Swans. Les débuts du sludge sont tracés par le « slow punk » de Flipper et l'album My War des Black Flag.

### Débuts
L'influence la plus significative est probablement celle des Melvins, groupe originaire de l'État de Washington. Leurs premiers travaux Six Songs (1986) et Gluey Porch Treatments (1987), sont souvent considérés comme les premiers enregistrements de sludge. À cette époque, le groupe est également un acteur important de la scène grunge. Un autre groupe de la scène grunge de Washington, Alice in Chains joue un rôle au début du sludge metal avec leur deuxième album Dirt,. Neurosis, basé à Oakland, faisait également partie des premiers groupes. Au début des années 1990, un certain nombre de groupes en Louisiane (notamment de la scène metal de La Nouvelle-Orléans) prend ces influences et développe le style qui serait connu comme du sludge. Eyehategod (formé en 1988), Crowbar (formé en 1989 sous le nom de The Slugs) et Acid Bath (formé en 1991) sont les pionniers de ce mouvement. Sur la côte Est, Buzzov•en (formé en 1989), 16 (formé en 1990) et Grief (formé en 1991) adoptent une approche plus lente.
Selon Phil Anselmo (chanteur de Superjoint Ritual) : « À cette époque, tout dans l'underground était rapide, par la vitesse, pour la vitesse. C'était la règle de la scène. Mais quand les Melvins ont sorti leur premier disque, Gluey Porch Treatments, ils ont vraiment cassé toutes les idées reçues, en particulier à la Nouvelle-Orléans. Les gens ont commencé à apprécier la musique lente. Avec cela, le vieux Black Sabbath est revenu à la mode, et puis vous commencez à creuser et sont arrivés Saint Vitus, Witchfinder General, Pentagram, etc. » Superjoint Ritual a fait paraître deux albums et été actif de 1993 à 2004.

### Développements ultérieurs
Le sludge metal se propage initialement dans tout le Sud et l'Est des États-Unis. Jose Carlos Santos note un changement de mise au point à la suite de l'impact du groupe britannique Iron Monkey et de son premier album en 1997 : « Coïncidence ou pas, il semblait que les vannes du sludge se soient ouvertes pour le reste du monde, et  on peut facilement trouver dans chaque pays, depuis la dernière décennie, de petites poches de cette musique, ou des mini-scènes. » Il s'agit notamment du groupe japonais Corrupted et des groupes américains contemporains tels que Lair of the Minotaur, Old Man Gloom et Kylesa. En outre, l'État américain de la Géorgie est identifié comme l'une des principales sources de nouveaux groupes de sludge comme Mastodon, Baroness, Black Tusk et Kylesa.

## Groupes
Les groupes traditionnel/southern sludge metal sont les pionniers du genre ou sont fortement influencés par ces groupes. Beaucoup sont originaires du Sud des États-Unis, à l'exception des Melvins qui sont de Montesano, Washington, et Iron Monkey qui sont de l'Angleterre. Ils incluent : Acid Bath, Buzzov•en, Corrosion of Conformity, Crowbar, Down, Eyehategod, Grief, Iron Monkey, Melvins, Noothgrush, Cult of Luna et Superjoint Ritual.
Les groupes de stoner sludge metal ont typiquement mélangé le stoner metal et le sludge metal, et peuvent être considérés comme faisant partie des deux genres. Ils incluent : Bongzilla, Electric Wizard, High on Fire,, Kylesa, Mico de Noche,, Torche, et Weedeater.
D'autres groupes de fusions avec le style incluent : Alice in Chains (sludge metal, metal alternatif et hard rock),,,,,, Baroness (sludge metal et metal progressif),, Black Label Society (sludge metal, hard rock et rock sudiste), Black Tusk (sludge metal, punk hardcore et stoner rock),, Boris (sludge metal et drone metal), Cancer Bats (sludge metal, punk hardcore et rock sudiste),,, Fudge Tunnel (sludge metal, noise rock et metal alternatif), Helms Alee (sludge metal et shoegaze),, Isis (sludge metal et post-rock), KEN Mode (sludge metal, noise rock et post-hardcore),, Kingdom of Sorrow (sludge metal et metalcore), Lair of the Minotaur (sludge metal et thrash metal), Mastodon (sludge metal, metal progressif et metal alternatif), Mistress (sludge metal et death metal), Part Chimp (en) (sludge metal et noise rock), Soilent Green (sludge metal et grindcore),,, Cultura Tres (sludge metal, rock psychédélique) et Will Haven (sludge metal et metalcore), Godflesh (sludge metal et metal industriel).